# Bovina (Texas)
Bovina è un comune (city) degli Stati Uniti d'America della contea di Parmer nello Stato del Texas. La popolazione era di 1 868 abitanti al censimento del 2010.

## Geografia fisica
Secondo lo United States Census Bureau, la città ha una superficie totale di 3,05 km², dei quali 3,05 km² di territorio e 0 km² di acque interne (0% del totale).

## Società

### Evoluzione demografica
Secondo il censimento del 2010, la popolazione era di 1 868 abitanti.

### Etnie e minoranze straniere
Secondo il censimento del 2010, la composizione etnica della città era formata dal 76,07% di bianchi, lo 0,96% di afroamericani, l'1,18% di nativi americani, lo 0,21% di asiatici, lo 0,05% di oceanici, il 19,59% di altre razze, e l'1,93% di due o più etnie. Ispanici o latinos di qualunque razza erano l'82,28% della popolazione.